# Fidela Bernat

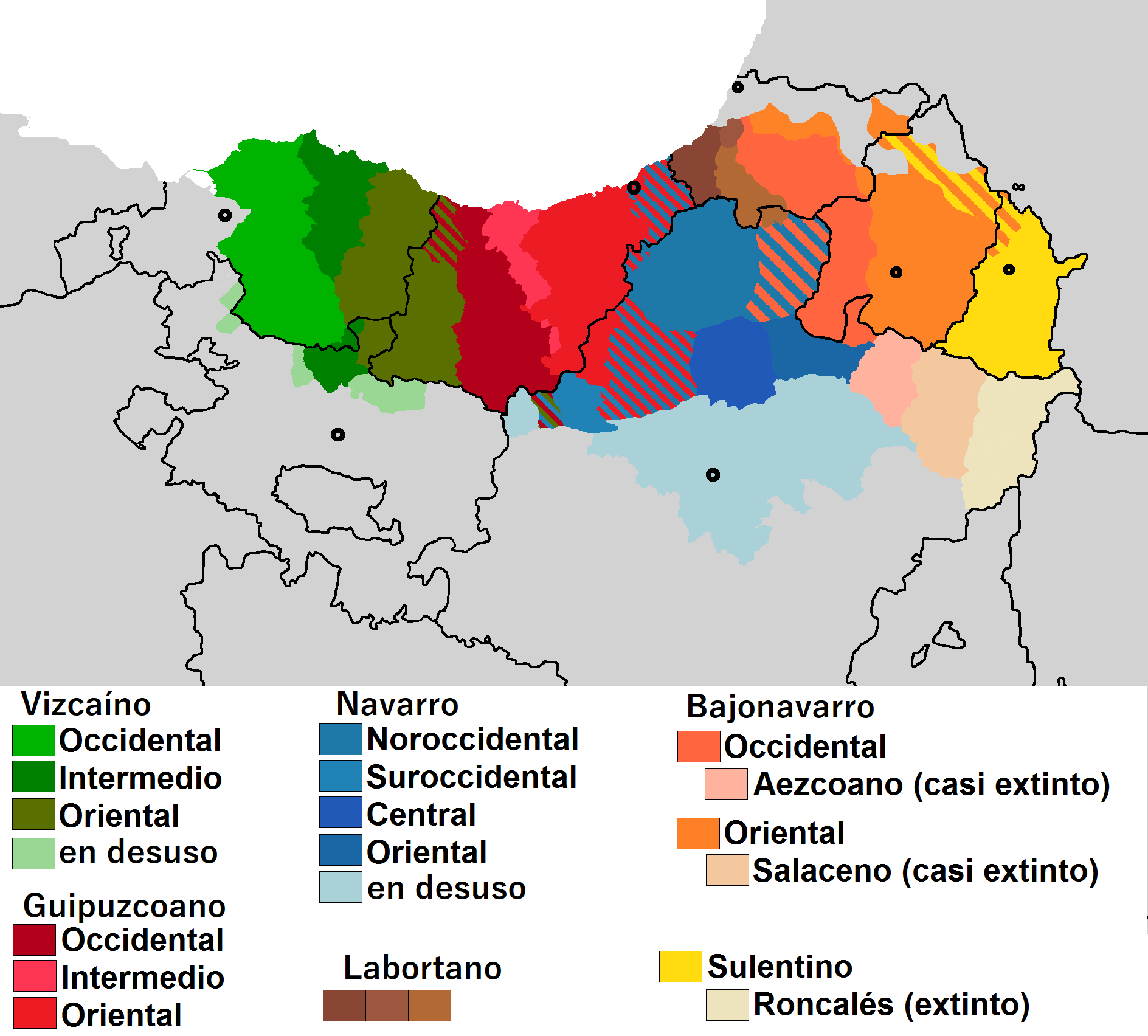

Fidela Bernat (24 de abril de 1898, Uztárroz, Navarra-9 de febrero de 1991, Pamplona) fue la última hablante nativa del dialecto navarro oriental del euskera o roncalés.
Casada el 23 de junio de 1925 con Pedro Ederra Lorea. Tuvo seis hijos y desde 1988 estaba viuda.
Existen archivos sonoros de Fidela Bernat.